# Pandalus
A Pandalus a felsőbbrendű rákok (Malacostraca) osztályának tízlábú rákok (Decapoda) rendjébe, ezen belül a Pandalidae családjába tartozó nem.

## Rendszerezés
A nembe az alábbi 20 faj tartozik:
- norvég garnéla (Pandalus borealis) Krøyer, 1838
- Pandalus chani Komai, 1999
- Pandalus curvatus Komai, 1999
- Pandalus danae Stimpson, 1857
- Pandalus eous Makarov, 1935
- Pandalus formosanus Komai, 1999
- Pandalus goniurus Stimpson, 1860
- Pandalus gracilis Stimpson, 1860
- Pandalus gurneyi Stimpson, 1871
- Pandalus hypsinotus Brandt, 1851
- Pandalus ivanovi Komai & Eletskaya, 2008
- Pandalus jordani Rathbun, 1902
- Pandalus latirostris Rathbun, 1902
- Pandalus montagui Leach, 1814 [in Leach, 1813-1814] - típusfaj
- Pandalus nipponensis Yokoya, 1933
- Pandalus platyceros Brandt, 1851
- Pandalus prensor Stimpson, 1860
- Pandalus stenolepis Rathbun, 1902
- Pandalus teraoi Kubo, 1937
- Pandalus tridens Rathbun, 1902

A fenti elfogadott fajok mellett, még van 3 nomen dubium is:
- Pandalus bipennus Poisson, 1947 (nomen dubium)
- Pandalus tenuicornis Rankin, 1900 (nomen dubium)
- Pandalus quadridentata A. Milne-Edwards, 1883 (nomen dubium)